# Anton Reinhard Falck

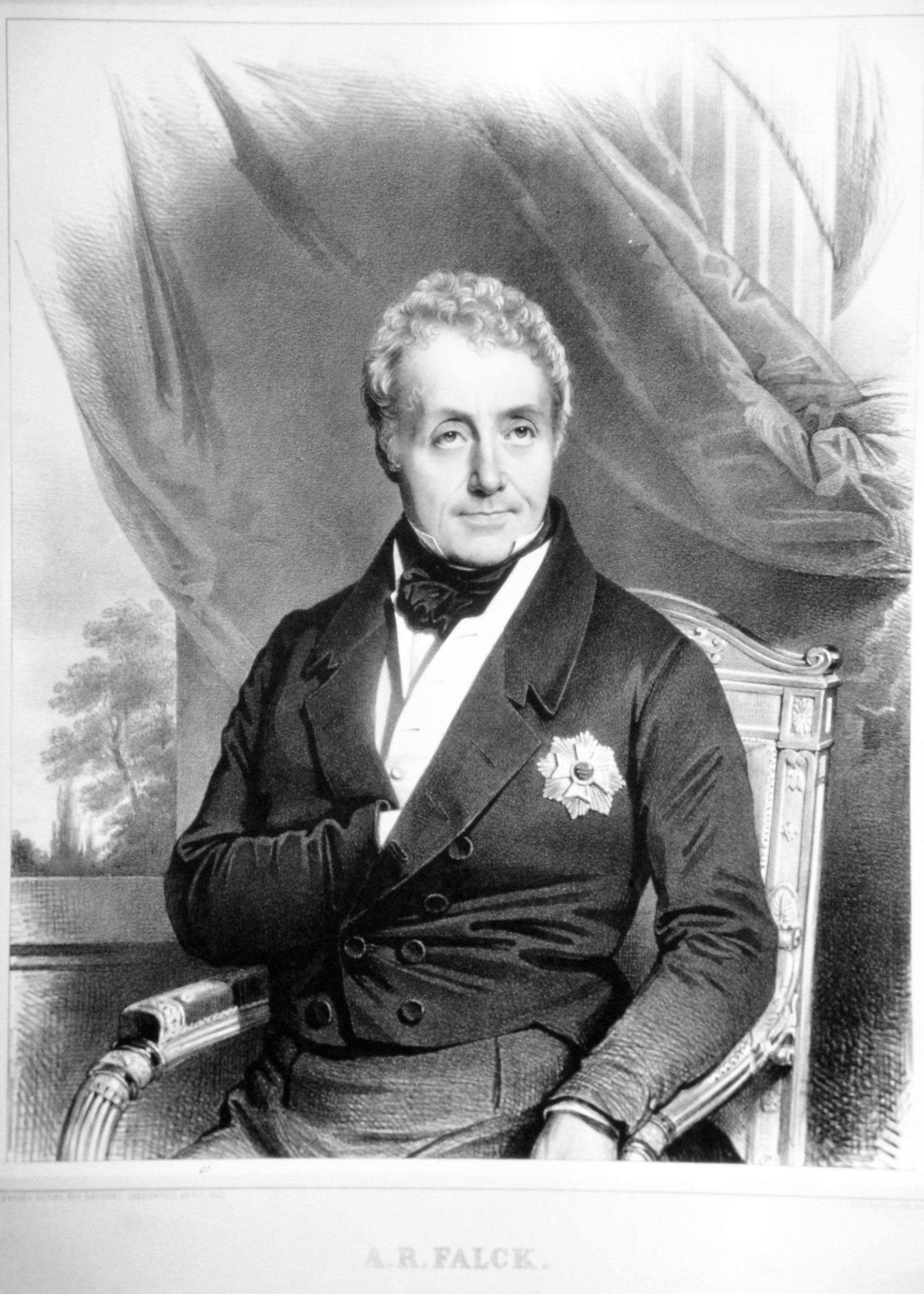
Anton Reinhard Falck, Lithographie von Charles Baugniet, 1842

Anton Reinhard Falck (* 19. März 1777 in Utrecht; † 16. März 1843 in Brüssel) war ein niederländischer Politiker und Diplomat.

## Leben
Falck genoss eine juristische Ausbildung und war als Rechtsanwalt in Amsterdam tätig. 1802–1806 war er Gesandtschaftssekretär in Madrid, trat 1808 als Generalsekretär in das Departement des Seewesens und der Kolonien und war 1813 für das Haus Oranien tätig. Er wurde nach der Restauration Staatssekretär und war von 1818 bis 1824 Minister des öffentlichen Unterrichts, der Nationalindustrie und der Kolonien. Im Anschluss daran wurde er zum niederländischen Gesandten an den Hof von St. James in London versetzt. Nach der Trennung Belgiens von Holland lebte er seit 1832 ohne Amt in Den Haag. Er ging 1840 als Gesandter nach Brüssel und starb dort 1843.
Seit 1808 war er Mitglied der Königlich Niederländischen Akademie der Wissenschaften (Koninklijk Instituut, derde klasse). 1818 wurde er zum Ehrenmitglied der Académie royale de Bruxelles gewählt. Falck war ein Mitglied im Bund der Freimaurer. Er bekleidete dort das Amt des Zugeordneten Großmeisters des Großostens der Niederlande.